# Ata Yamrali
Ata Yamrali (* 5. Juli 1982 in Kabul) ist ein ehemaliger afghanischer Fußballnationalspieler. Er verbrachte seine Fußballerkarriere in Deutschland.

## Vereinskarriere
Yamralis spielte für Holstein Quickborn, der TSV Sasel, die Amateure des FC St. Pauli und der ASV Bergedorf 85. Im Januar 2008 wechselte er für anderthalb Jahre zum Niendorfer TSV. In der Saison 2009/10 spielte er für den Hamburger Oberligisten Wedeler TSV. Danach kehrte er zum TSV Sasel zurück, mit dem er 2011 in die Oberliga aufstieg und ein Jahr später wieder abstieg. Von 2012 bis 2014 stand er beim VfL 93 Hamburg unter Vertrag.

## Nationalmannschaft
Der Mittelfeldspieler gab am 8. Oktober 2007 gegen Syrien sein Debüt für die afghanische Nationalmannschaft. Im Hinspiel unterlag die Mannschaft 0:3 (0:0), das Rückspiel verlor die afghanische Nationalmannschaft ebenfalls; als klarer Außenseiter unterlag man mit 1:2 (1:1). Sein erstes Tor erzielte Yamrali gegen Kirgisistan am 7. Mai 2008, wodurch er die Mannschaft in den Sieg führte. Er bestritt 12 Spiele für die afghanische Fußballnationalmannschaft und schoss dabei drei Tore.